# Rolf Hassler
Pour les articles homonymes, voir Hassler.
Rolf Hassler (1914-1984) est un neuropathologiste allemand qui est l'auteur d'importantes découvertes sur la physiopathologie et le traitement de la maladie de Parkinson.
En 1938, il démontre par des études autopsiques que la structure la plus touchée dans la maladie de Parkinson est la substantia nigra pars reticulata (en), tandis que le striatum et le globus pallidus sont intacts. Il découvre dans cette région une perte neuronale et la présence de corps de Lewy en abondance. Ces résultats confirment les théories de Konstantin Tretiakoff (en), qui en 1919 avait prédit que la substantia nigra devait être la principale structure cérébrale atteinte.
Hassler a ensuite été directeur de l'Institut Max-Planck pour la recherche sur le cerveau à Francfort-sur-le-Main, où il poursuit ses études sur la maladie de Parkinson, devenant un pionnier de la chirurgie du tremblement.